# Blaser (skjutvapentillverkare)

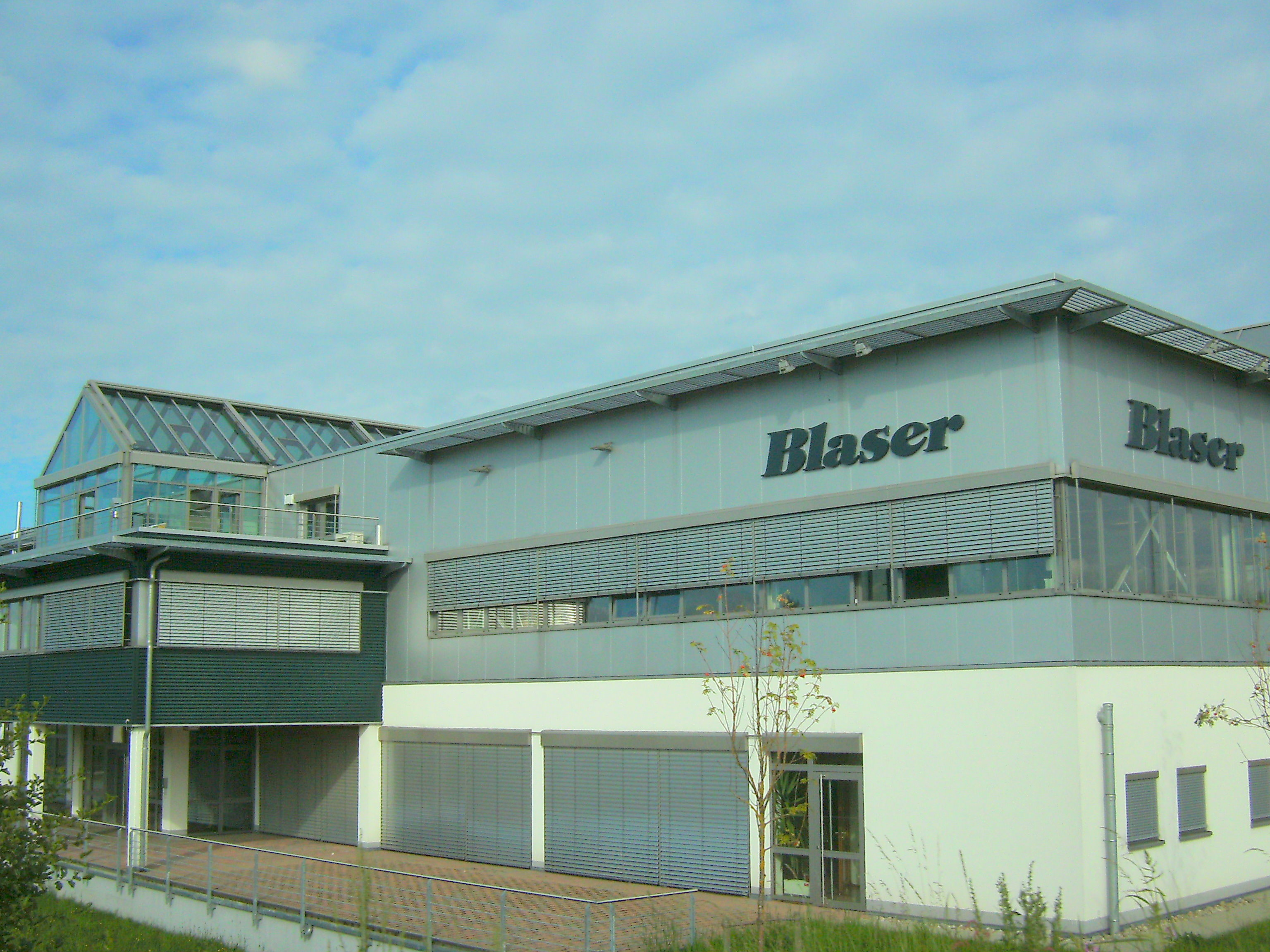
Blaser Jagdwaffen i Isny im Allgäu.

Blaser (fullständigt namn:Blaser Jagdwaffen GmbH) är en tillverkare av skjutvapen med säte i Isny im Allgäu, Tyskland. Företaget bildades 1957 av Horst Blaser.
Idag är Blaser den främsta tillverkaren av rakrepeterstudsare trots att de också gör andra gevär. 1993 släpptes deras första rakrepeter, Blaser R93 Professional som hade syntetstock. 2008 släppte de en ny förbättrad version av R93an som hette R8. R8an blev väldigt omtyckt runt hela världen och används av tusentals jägare. Vad de flesta tyckte blev en lättnad var att R8an fick ett löstagbart magasin, den tidigare modellen hade en stängd låda som man var tvungen att ladda uppifrån med slutstycket bakdraget. Båda studsarna går att få helt skräddarsydda. Man kan välja kaliber allt från i .22lr till 416 rigby och deras egna Blaserkalibrar, man kan få flera olika kolvar i olika träslag, syntetkolvar i olika färger och i grön och blaze kamouflage (varselorange), man kan få olika piplängder med eller utan öppna riktmedel och ögla för rembygel men också vilken typ av öppna riktmedel man vill ha, vad man vill ha för trycke, slutstycksknopp, gravyrer mm. R93 och R8 är så kallade "Takedown" gevär som gör att man på mindre än 1 minut kan byta från t.ex. .222rem till 30-06. Det gör att man snabbt kan välja kaliber beroende på vilket vilt man jagar.[källa behövs]

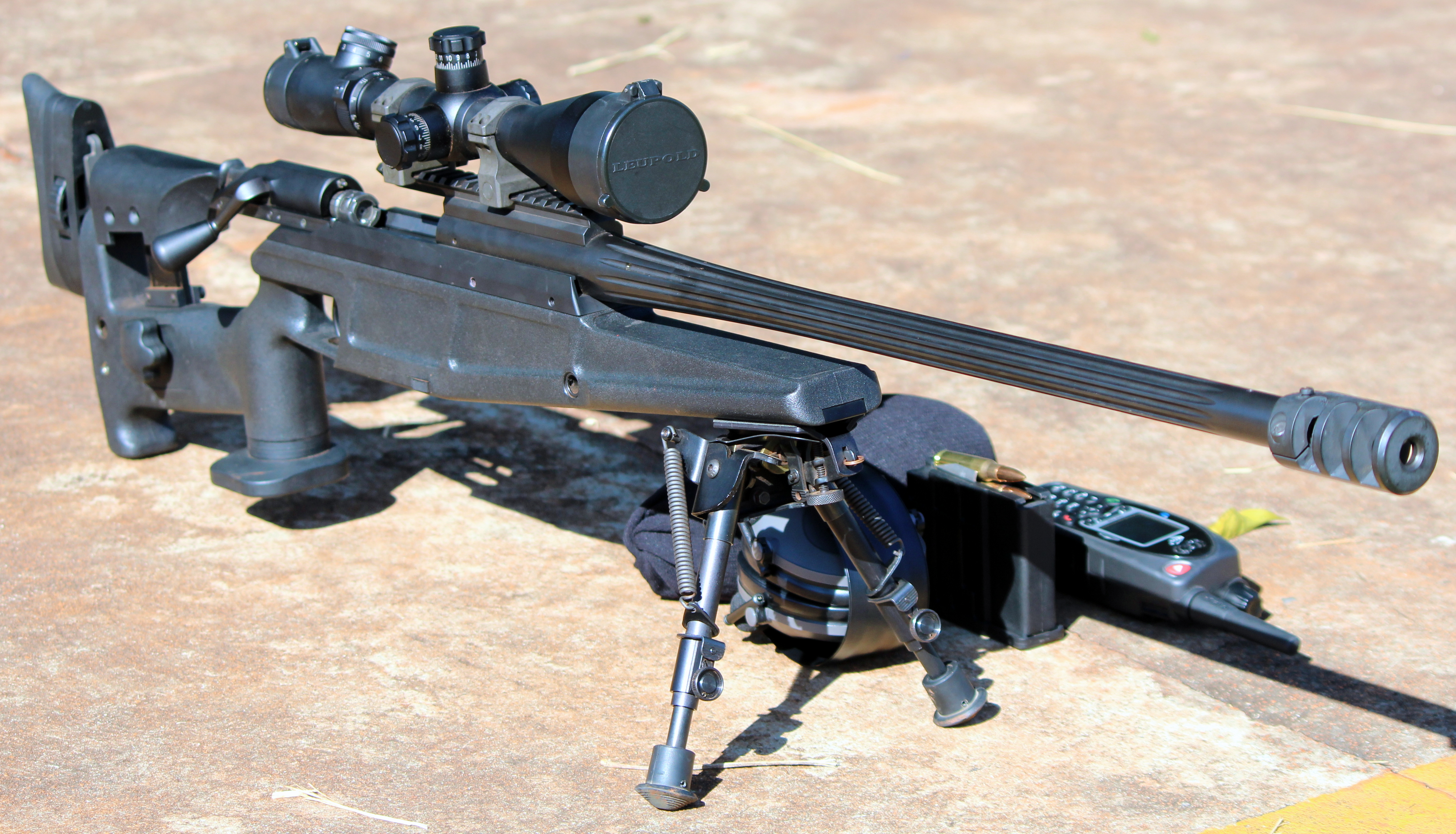
En Blaser R93 Tactical